# Tetragonia
Tetragonia es un género de 50-60 especies de fanerógamas en la familia Aizoaceae, nativa de regiones templadas y subtropicales del Hemisferio Sur, Nueva Zelanda, Australia, sur de África y Sudamérica.

## Nombre común
Espinaca de Nueva Zelanda, kokihi (idioma maorí), verdes de Warrigal, espinaca del mar, espinaca de la Bahía, maleza de duna (Sudáfrica), espinaca de Cook.

## Características
Prefiere un medio húmedo para crecer. Hojas gruesas y triangulares, de 3 a 15 cm de largo, de color verde brillante; en el haz y el envés tienen pequeñas papilas que semejan gotas de agua. Flores amarillas, fruto pequeño, vaina dura cubierta de pequeños cuernos. Es una planta halófita que crece bien en terreno salino.

### Cultivo

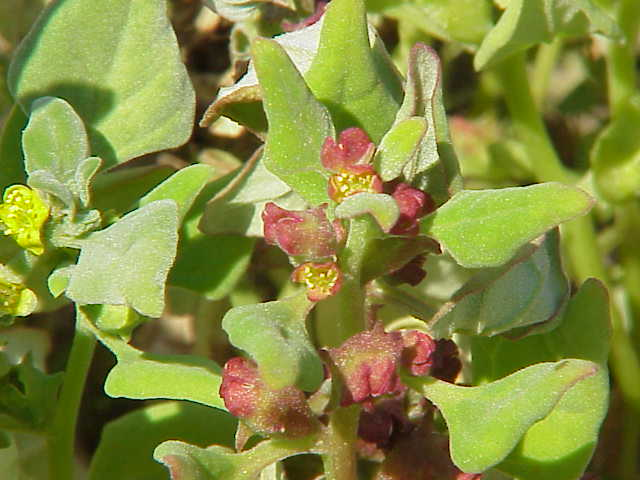
Tetragonia echinata

Es usada como verdura por sus hojas comestibles; también es planta ornamental para cobertura de terrenos. Tiene sabor, propiedades nutritivas y textura similares a la espinaca, y se cocina como ella, aunque algunas especies contengan toxinas que hay que eliminar blanqueando las hojas en agua hirviendo durante un minuto y enjuagándolas luego en agua fría antes de cocinarlas. Puede hallársela como maleza en Norteamérica y en Sudamérica, y ha sido cultivada a lo largo del Sudeste Asiático. Vive en clima caluroso, y es considerada una planta reliquia (fue usada en el pasado, pero ya no). Pocas plagas la atacan, aparte de babosas y caracoles. 
Son plantas muy usadas como verdura por los maoríes y otros pueblos aborígenes. Mencionada por el Capitán Cook, fue inmediatamente recogida, cocida y comida para paliar el escorbuto. Se expandió cuando el explorador y botánico Joseph Banks llevó una planta viable a Londres a fines del siglo XVIII.
Sus semillas, gruesas y de forma irregular, deben plantarse justo después de primavera para evitar heladas. Antes de plantar, deben remojarse 12 horas en agua fría, o 3 h en agua caliente. Se plantan a 5-10 mm de profundidad, espaciadas 20 o 30 cm entre sí. Brotan en 10-20 días, y continúan creciendo durante todo el verano.

## Especies
| - Tetragonia acanthocarpa - Tetragonia angustifolia - Tetragonia arbuscula - Tetragonia arbusculoides - Tetragonia borealis - Tetragonia caesia - Tetragonia calycina - Tetragonia copiapina - Tetragonia coronata - Tetragonia cristata - Tetragonia crystallina - Tetragonia decumbens - Tetragonia diptera - Tetragonia distorta - Tetragonia echinata - Tetragonia erecta - Tetragonia eremaea - Tetragonia espinosae - Tetragonia fruticosa - Tetragonia galenioides - Tetragonia glauca - Tetragonia halimoides - Tetragonia haworthii - Tetragonia herbacea - Tetragonia hirsuta - Tetragonia implexicoma - Tetragonia lanceolata - Tetragonia lasiantha | - Tetragonia macrocarpa - Tetragonia macroptera - Tetragonia maritima - Tetragonia microcarpa - Tetragonia microptera - Tetragonia namaquensis - Tetragonia nigrescens - Tetragonia ovata - Tetragonia pedunculata - Tetragonia pentandra - Tetragonia pillansii - Tetragonia portulacoides - Tetragonia purpurea - Tetragonia pusilla - Tetragonia rangeana - Tetragonia reduplicata - Tetragonia retusa - Tetragonia robusta - Tetragonia rosea - Tetragonia saligna - Tetragonia sarcophylla - Tetragonia schenkii - Tetragonia sphaerocarpa - Tetragonia spicata - Tetragonia tetragonioides - Tetragonia verrucosa - Tetragonia vestita - Tetragonia virgata |